# تاريخ العلاقات الصينية الروسية

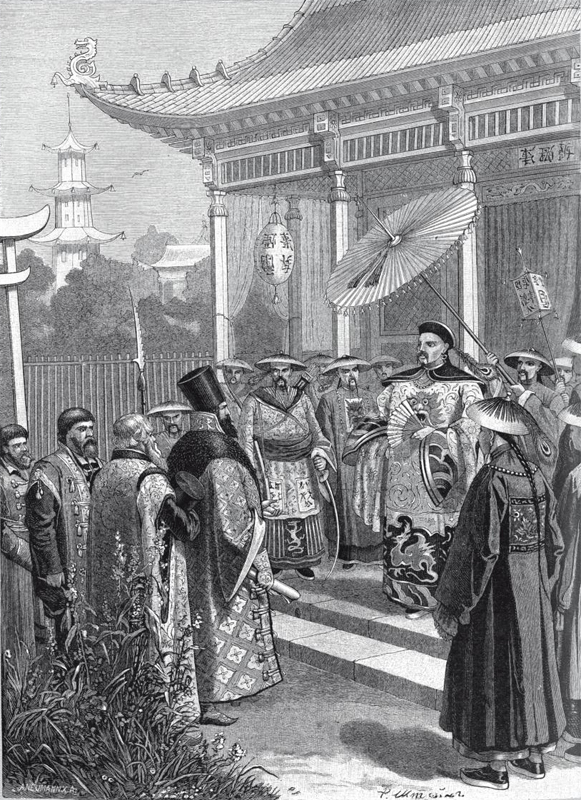

قبل القرن السابع عشر، كانت الصين وروسيا على طرفي نقيض من سيبيريا، التي كان يسكنها البدو المستقلون. بحلول عام 1640 تقريبًا، اجتاز مستوطنون روسيون معظم سيبيريا، وأسسوا مستوطنات في حوض نهر آمور. منذ عام 1652 وحتى عام 1689، طردت جيوش الصين المستوطنين الروسيين، ولكن بعد عام 1689، عقدت الصين وروسيا السلام وأبرمتا اتفاقيات تجارية.
بحلول منتصف القرن التاسع عشر، تخلف الاقتصاد والجيش في الصين عن القوى الاستعمارية، ومن ثم وقّعت الصين معاهدات غير متكافئة مع الدول الغربية وروسيا، ضمت روسيا من خلالها حوض آمور وفلاديفوستوك. انتزعت الإمبراطورية الروسية والقوى الغربية العديد من الامتيازات الأخرى من الصين، مثل تعويضات عن أعمال الشغب المعادية للغرب، والسيطرة على التعريفات الجمركية للصين، والحصول على اتفاقيات خارج الحدود الإقليمية تضمنت الحصانة القانونية للأجانب والشركات الأجنبية.
في هذه الأثناء، أصبحت الثقافة والمجتمع الروسيَّين، وخاصة النخبة، بطابع غربي. لم يعد حاكم روسيا رسميًا يُسمى القيصر، بل الإمبراطور، وهو استيراد من أوروبا الغربية.
تمثلت القضايا التي أثرت على روسيا والصين فقط بشكل رئيسي في الحدود الروسية الصينية، ذلك نظرًا إلى أن روسيا، على عكس الدول الغربية، تاخمت الصين بحدودها. شعر العديد من الصينيين بالإذلال بسبب خضوع بلادهم للمصالح الخارجية، ما ساهم في عداء واسع النطاق تجاه الإمبراطور الصيني.
في عام 1911، أسفر الغضب الشعبي عن ثورة اعتُبرت بداية جمهورية الصين. ومع ذلك، اضطر النظام الجديد في الصين، المعروف باسم حكومة بييانغ، إلى التوقيع على المزيد من المعاهدات غير المتكافئة مع الدول الغربية وروسيا. في السنوات الأخيرة، وقّعت روسيا والصين اتفاقية حدودية.
في أواخر عام 1917، استولت مجموعة شيوعية، البلاشفة، على موسكو وبتروغراد خلال ثورة أكتوبر، وقد تسبب ذلك بالحرب الأهلية الروسية بين الجيش البلشفي الأحمر والقوات البيضاء المعادية للشيوعية. انحازت حكومة بييانغ الصينية إلى جانب البيض، وجنبًا إلى جنب مع معظم الغرب، أرسلت قواتٍ للقتال ضد الحمر. في عام 1922، فاز الحمر بالحرب الأهلية وأسسوا دولة جديدة: الاتحاد السوفييتي. في عام 1923، قدم السوفييت المساعدة والدعم لحزب الكومينتانغ، وهو حزب صيني عارض حكومة بييانغ. بالتحالف مع الحزب الشيوعي الصيني الصغير، استولى الكومينتانغ على السلطة في عام 1928، وأقام البلدان علاقات دبلوماسية. ظلت العلاقات الصينية السوفييتية متصدعة، وخاض البلدان حربين على مدى السنوات العشر التالية. مع ذلك، ساعد السوفييت، بقيادة جوزيف ستالين، حكومة الكومينتانغ التابعة لشيانج كاي شيك ضد اليابان الإمبراطورية. أخبر ستالين زعيم الشيوعيين، ماو تسي تونغ، بالتعاون مع نظام الكومينتانغ الصيني، لكن ماو هاجم الكومينتانغ على أي حال. فشل الشيوعيون في الإطاحة بحكومة شيانج.
في عام 1937، شكل حزب الكومينتانغ والشيوعيون تحالفًا جديدًا لمقاومة الغزو الياباني للصين، لكنهم استأنفوا القتال مرة أخرى في عام 1942. بعد هزيمة اليابان في عام 1945، وقع الفصيلان الصينيان على هدنة، لكن سرعان ما اندلعت الحرب الأهلية الصينية بينهما مرة أخرى.
في عام 1949، وبدعم من الاتحاد السوفييتي، فاز الشيوعيون بالحرب الأهلية الصينية وأسسوا جمهورية الصين الشعبية، التي تحالفت مع السوفييت. أصبح ماو أول زعيم للصين الشيوعية. تخلص معظم مؤيدي ماو المتطرفين، الذين أصبحوا معروفين باسم «عصابة الأربعة»، من معظم منافسيه تدريجيًا خلال 27 عامًا في السلطة.
ظهر توتر أيديولوجي بين البلدين بعد وفاة ستالين في عام 1953. ندد نيكيتا خروتشوف بجرائم ستالين في عام 1956، وبدأ كلا النظامين بانتقاد بعضهما. في البداية، كان النقد خافتًا وغير مباشر، ولكن في عام 1961، اتهم ماو القيادة السوفييتية بالتحريفية، وانتهى التحالف علانية. تنافس البلدان على السيطرة على الدول الشيوعية والحركات السياسية الأجنبية، وكان لدى العديد من الدول حزبان شيوعيان متنافسان ركزا نيرانهما على بعضهما.
في عام 1969، وقعت حرب حدودية قصيرة بين البلدين. حل محل خروتشوف ليونيد بريجنيف في عام 1964، الذي تخلى عن العديد من الإصلاحات السوفييتية التي انتقدها ماو. ومع ذلك، اشتد الخطاب الصيني المناهض للسوفييت تحت تأثير أقرب مؤيدي ماو، عصابة الأربعة. توفي ماو في عام 1976، وفقدت عصابة الأربعة السلطة في عام 1978.
بعد فترة من عدم الاستقرار، أصبح دينج شياو بينج الزعيم الجديد للصين. تقلص الاختلاف الفلسفي بين البلدين إلى حد ما منذ أن تخلت القيادة الجديدة للصين عن مناهضة التحريفية.
لم تضع الإصلاحات الداخلية للصين نهاية فورية للصراع مع الاتحاد السوفييتي. في عام 1979، غزت الصين فيتنام، التي كانت حليفة سوفييتية، وأرسلت مساعدات للمجاهدين ضد الغزو السوفييتي لأفغانستان. في عام 1982، ألقى بريجنيف خطابًا يعرض المصالحة مع الصين، ووافق دينج على إعادة العلاقات الدبلوماسية.
في عام 1985، أصبح ميخائيل غورباتشوف رئيسًا للاتحاد السوفييتي، وقلل الحاميات السوفييتية في الحدود الصينية السوفييتية ومنغوليا، واستأنف التجارة، وأسقط قضية الحدود التي تسببت بحرب مفتوحة قبل 16 عامًا. في عام 1989، سحب الدعم السوفييتي من الحكومة الشيوعية في أفغانستان. تسارع التقارب بعد سقوط الاتحاد السوفييتي والاستعاضة عنه بالاتحاد الروسي في عام 1991.
تستمر العلاقات الصينية الروسية في كونها علاقات وثيقة وودية منذ عام 1991. يحافظ البلدان على تحالف جيوسياسي وإقليمي قوي ومستويات كبيرة من التجارة.